# Mercedes-Benz M279
La sigla Mercedes-Benz M279 indica un motore a combustione interna a ciclo Otto con frazionamento a 12 cilindri a V, prodotto a partire dal 2012 dalla Casa tedesca Daimler-Benz per il suo marchio automobilistico Mercedes-Benz.

## Profilo e caratteristiche

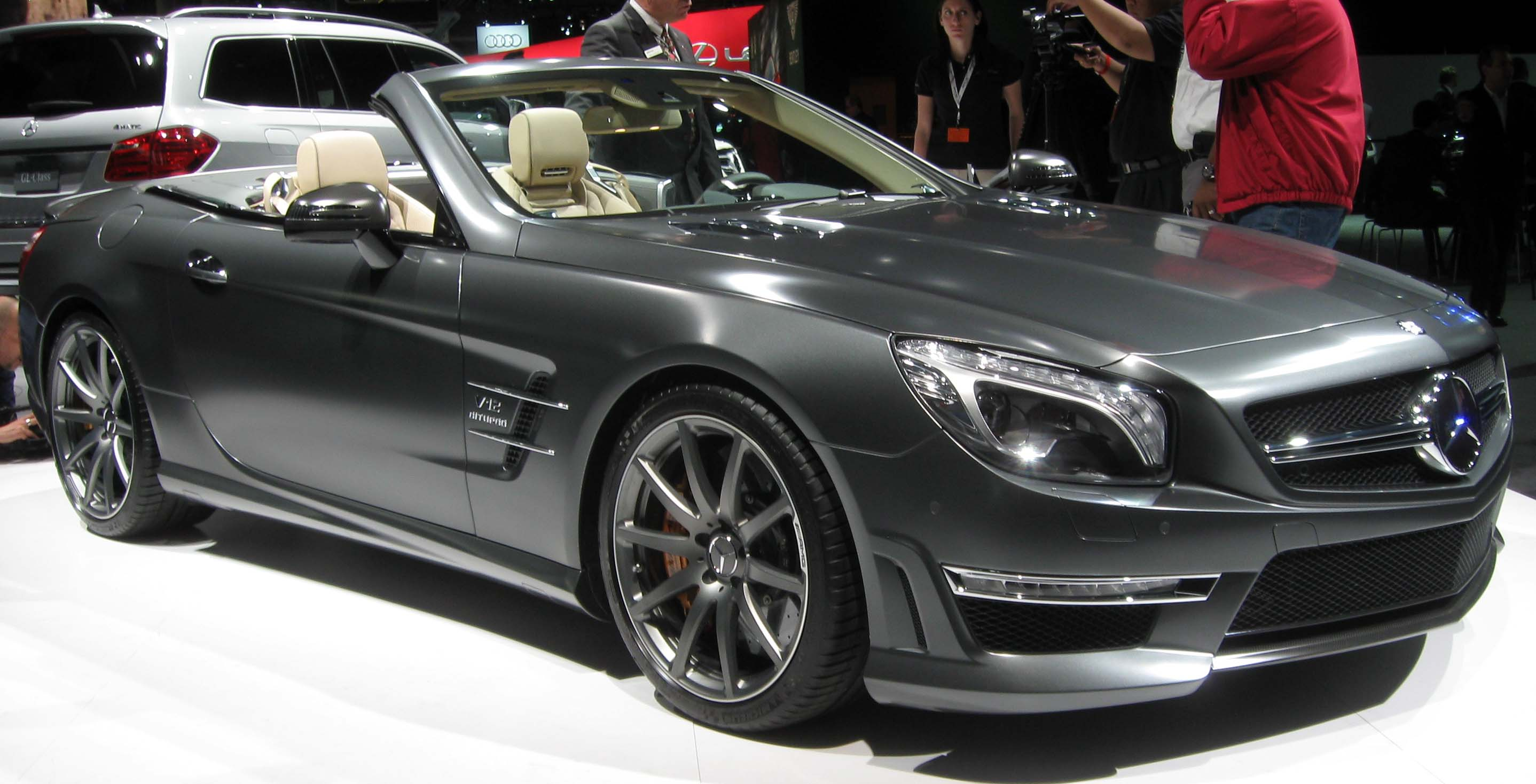
Il motore M279 ha debuttato sotto il cofano dell SL65 AMG, lussuosa e potente roadster della Casa di Stoccarda

Il motore M279 è stato introdotto nel corso del 2012 ed ha debuttato nel mese di settembre sotto il cofano della Mercedes-Benz SL65 AMG. È un motore derivato dal precedente V12 M275, rispetto al quale è stato però rivisto in più punti. Se infatti le caratteristiche dimensionali (alesaggio, corsa e cilindrata) sono rimaste invariate, le novità riguardano innanzitutto l'arrivo dell'alimentazione ad iniezione diretta, ma anche l'adozione di due turbocompressori di maggiori dimensioni. Altre novità hanno riguardato affinamenti nella distribuzione e nella fasatura, il nuovo impianto di scarico, tra l'altro più leggero di 3,2 kg, il lavoro di affinamento delle testate e dei condotti, ed il nuovo sistema di accensione basato sulla doppia candela, una variante ottimizzata di quella già presente nei motori M275. Tutte queste soluzioni permettono una miglior combustione della miscela aria/benzina e quindi minori sprechi di gas incombusti, che si traducono in una riduzione dei consumi e delle emissioni inquinanti, a fronte invece di prestazioni superiori rispetto alle corrispondenti unità M275 utilizzate per esempio sulla precedente SL65 AMG della serie R230.

Tutte queste rivisitazioni sono state opera del reparto sportivo della Mercedes-Benz, ossia la Mercedes-AMG di Affalterbach.

Di seguito vengono illustrate le caratteristiche tecniche del motore M279:
- architettura di tipo V12;
- angolo di 60° tra le bancate;

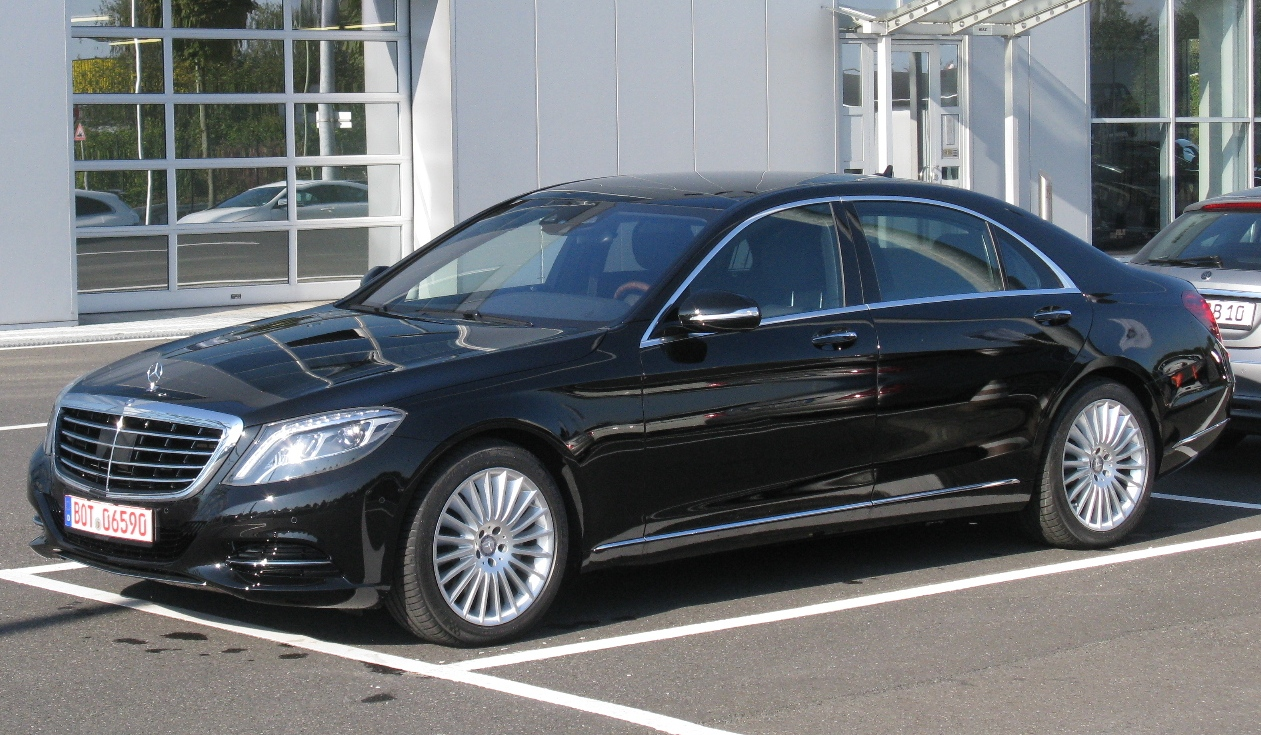
Ed ha in seguito equipaggiato altri modelli di punta della gamma Mercedes-Benz, dalle limousine della Classe S W222...

- basamento e testate in lega di alluminio;
- alesaggio e corsa: 82,6x93 mm;
- cilindrata: 5980 cm³;
- distribuzione ad un asse a camme in testa per bancata;
- testate a tre valvole per cilindro;
- alimentazione ad iniezione diretta;
- accensione a due candele per cilindro;
- rapporto di compressione: 9:1;
- lubrificazione a carter umido;
- potenza massima: 630 CV tra 4800 e 5400 giri/min;
- coppia massima: 1000 Nm tra 2300 e 4300 giri/min;
- albero a gomiti su 7 supporti di banco.

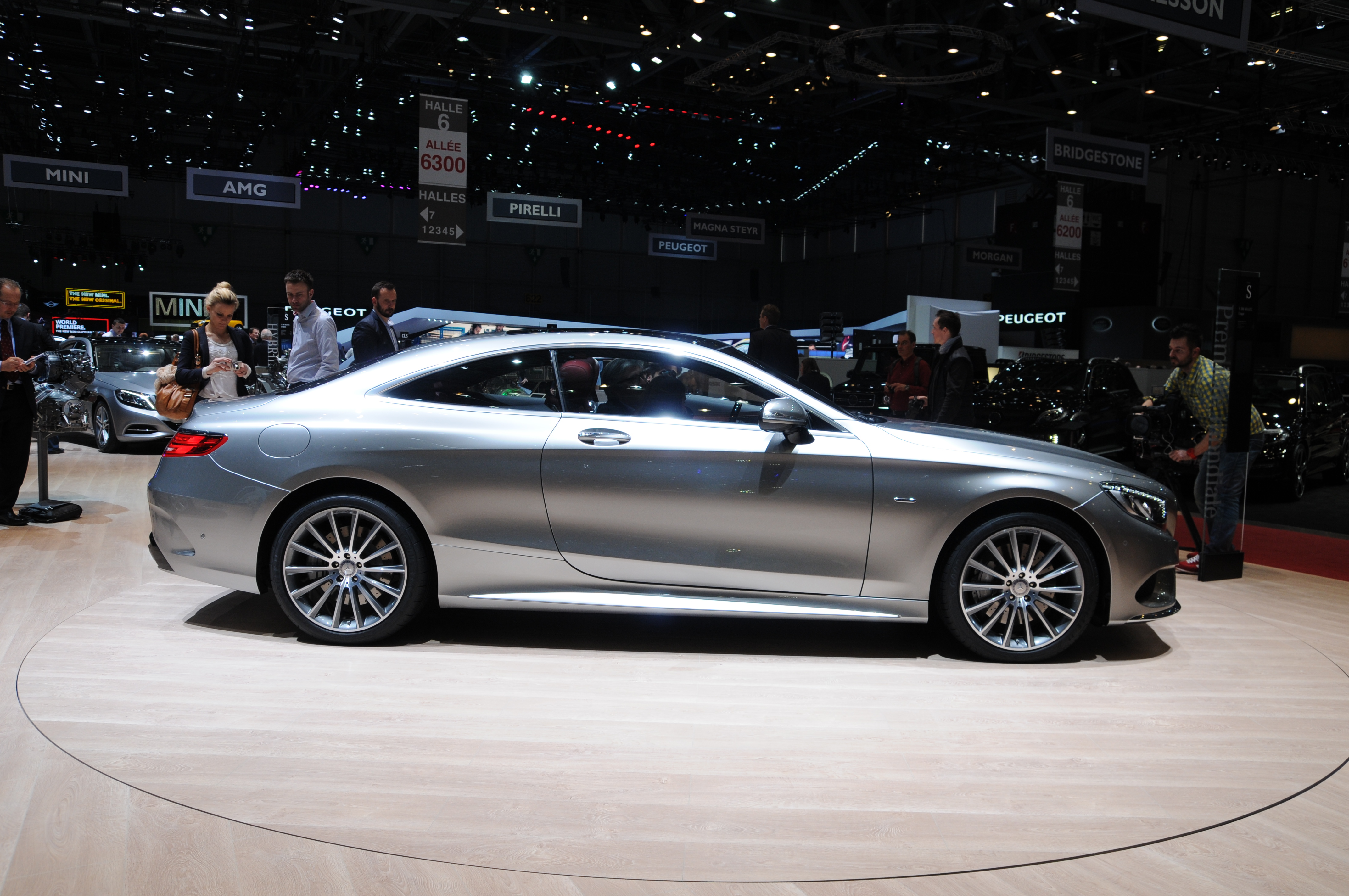
... alla Classe S Coupé.

Questo motore è stato proposto in tre livelli di potenza, 530, 612 e 630 CV. Quest'ultimo livello di potenza caratterizza il motore affidato alle cure del reparto sportivo AMG, il quale è stato poi montato in alcuni modelli particolarmente performanti. 
Nel settembre del 2020, con l'uscita di listino della S 600, il V12 M279 rimase per alcuni mesi privo di applicazioni e di fatto non venne più prodotto. Questo fino al maggio del 2021, quando il lancio della Maybach S 680 4MATIC ne sancì di fatto il ritorno.
Di seguito vengono riepilogate le caratteristiche e le applicazioni dei motori M279:
| Variante | Potenza CV/rpm | Coppia Nm/rpm   | Applicazioni                             | Anni di produzione |
| -------- | -------------- | --------------- | ---------------------------------------- | ------------------ |
| 1.       | 530/ 4900-5300 | 830/ 1900-4000  | Mercedes-Benz S 600 Lunga W222           | 06/2014-09/2020    |
| 1.       | 530/ 4900-5300 | 830/ 1900-4000  | Mercedes-Benz S 600 Maybach Pullman VV22 | 01/2016-09/2020    |
| 2.       | 612/ 4300-5600 | 1000/ 2300-4300 | Mercedes-Benz G 65 AMG W463              | 2012-15            |
| 3.       | 612/ 5250-5500 | 900/ 2000-4000  | Mercedes-Maybach S 680                   | dal 05/2021        |
| 4.       | 630/ 4800-5400 | 1000/ 2300-4300 | Mercedes-Benz S 65 AMG Lunga W222        | 03/2014-09/2019    |
| 4.       | 630/ 4800-5400 | 1000/ 2300-4300 | Mercedes-Benz S 65 AMG Coupé C217        | 09/2014-08/2019    |
| 4.       | 630/ 4800-5400 | 1000/ 2300-4300 | Mercedes-Benz S 65 AMG Cabriolet A217    | 05/2016-08/2019    |
| 4.       | 630/ 4800-5400 | 1000/ 2300-4300 | Mercedes-Benz SL 65 AMG R231             | 09/2012-07/2018    |
| 4.       | 630/ 4300-5600 | 1000/ 2300-4300 | Mercedes-Benz G 65 AMG W463              | 2015-12            |